# Krasnokamsk
Krasnokamsk (rusky Краснокамск) je město v Permském kraji v Ruské federaci. Při sčítání lidu v roce 2010 měl bezmála dvaapadesát tisíc obyvatel.

## Poloha a doprava
Krasnokamsk leží v západním předhůří Uralu na pravém, severním břehu Kamy, přítoku Volhy.  Od Permu, správního střediska kraje, je vzdálen přibližně pětatřicet kilometrů severozápadně.
U severovýchodního okraje města prochází Transsibiřská magistrála, na které je zde ve městečku Overjata stanice.

## Dějiny
Krasnokamsk byl založen v roce 1929 v souvislosti se stavbou papírny a celulózky. Od roku 1938 je městem.

### Rodáci
- Olga Arkadijivna Bryzginová (*1963), sprinterka
- Igor Sergejevič Ulanov (*1969), hokejista
- Světlana Jurjevna Vysokovová (*1972), rychlobruslařka